# Thy-le-Bauduin
Thy-le-Bauduin is een plaats en deelgemeente van de Belgische gemeente Florennes.
Thy-le-Bauduin ligt in de provincie Namen en was tot 1 januari 1977 een zelfstandige gemeente.

## Demografische ontwikkeling
- Bronnen:NIS, Opm:1831 tot en met 1970=volkstellingen, 1976= inwoneraantal op 31 december

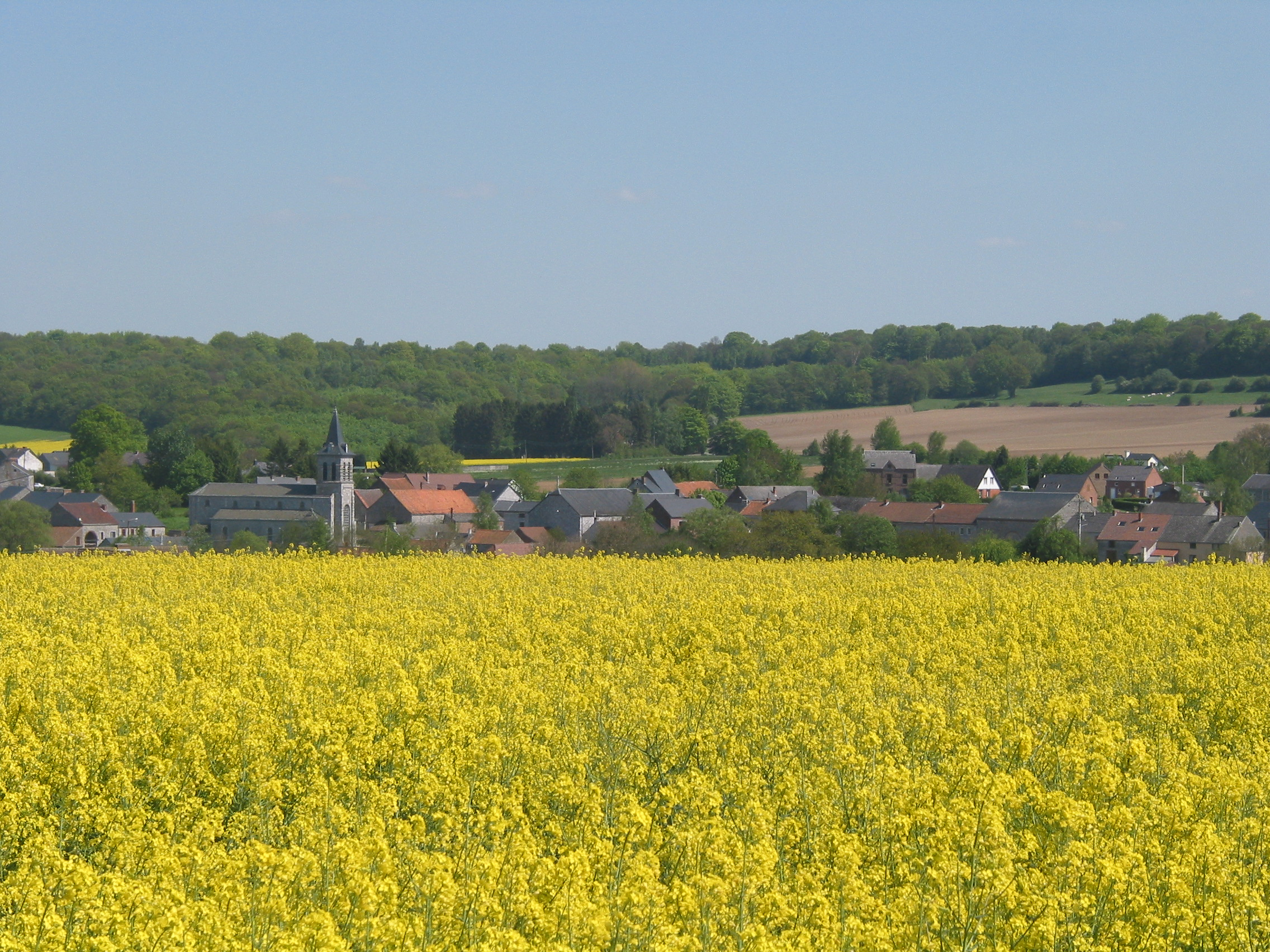
Gezicht op Thy-le-Bauduin